# داجوبيرت الثاني
داجوبيرت الثاني هو ملك الفرنجة، حكم مابين 676 و679.